# Nernst-effektus
A Nernst-effektus az a termoelektromos fizikai jelenség, amikor hő áramlik egy fémből készült csíkban, amit rá merőleges mágneses térbe helyeznek, akkor elektromos feszültség-különbség keletkezik az élek között.
A jelenséget 1886-ban Hermann Walther Nernst (1864–1941) fedezte fel. Analóg a Hall-effektussal, amiben elektromos áram áramlik (hő helyett).

## Szakirodalom
- R. P. Huebener and A. Seher, "Nernst Effect and Flux Flow in Superconductors. I. Niobium", Web
- R. P. Huebener and A. Seher, "Nernst Effect and Flux Flow in Superconductors. II. Lead Films", Web
- V. A. Rowe and R. P. Huebener, "Nernst Effect and Flux Flow in Superconductors. III. Films of Tin and Indium", Web
- Xu, Z. A. (2000). „Vortex-like excitations and the onset of superconducting phase fluctuation in underdoped La2-xSrxCuO4”. Nature 406 (6795), 486–488. o. DOI:10.1038/35020016.
- Bel, R. (2004). „Giant Nernst Effect in CeCoIn5”. Physical Review Letters 92 (21), 217002. o. DOI:10.1103/PhysRevLett.92.217002.
- Krylova, T. V. (1955). „”. J. Tech. Phys. (USSR) 25, 2119. o.
- Nernst effect on arxiv.org